# Belén (Nicarágua)
Belén é um município da Nicarágua, situado no departamento de Rivas. Tem 246 km² de área e sua população em 2020 foi estimada em 18.397 habitantes.